# Коржова (Кріуленський район)
Коржова (рум. Corjova) — село у Кріуленському районі Молдови. Утворює окрему комуну.

## Населення
За даними перепису населення 2004 року у селі проживали 2589 осіб.
Національний склад населення села:
| Національність       | Кількість осіб | Відсоток   |
| -------------------- | -------------- | ---------- |
| молдавани румуни     | 2558 11        | 98,8% 0,4% |
| українці             | 8              | 0,3%       |
| росіяни              | 8              | 0,3%       |
| гагаузи              | 1              | < 0,1%     |
| інша / без відповіді | 3              | 0,1%       |
| Всього               | 2589           | 100%       |

## Видатні уродженці
- Йон Кодіца — молдовський радянський діяч.